# Bellidoïta
La bellidoïta és un mineral de la classe dels sulfurs. Rep el seu nom d'Eleodoro Bellido Bravo, director del Servicio de Geología y Minería del Perú.

## Característiques
La bellidoïta és un sulfur de fórmula química Cu₂Se. Cristal·litza en el sistema tetragonal. És un mineral dimorf de la berzelianita. La seva duresa a l'escala de Mohs es troba entre 1,5 i 2.
Segons la classificació de Nickel-Strunz, la bellidoïta pertany a «02.BA: sulfurs metàl·lics amb proporció M:S > 1:1 (principalment 2:1) amb coure, plata i/o or», juntament amb els minerals següents: calcocita, djurleïta, geerita, roxbyita, anilita, digenita, bornita, berzelianita, athabascaïta, umangita, rickardita, weissita, acantita, mckinstryita, stromeyerita, jalpaïta, selenojalpaïta, eucairita, aguilarita, naumannita, cervel·leïta, hessita, chenguodaïta, henryita, stützita, argirodita, canfieldita, putzita, fischesserita, penzhinita, petrovskaïta, petzita, uytenbogaardtita, bezsmertnovita, bilibinskita i bogdanovita.

## Formació i jaciments
Es troba en dopòsits hidrotermals de temperatura baixa a moderada. Sol trobar-se associada a altres minerals com: umangita, siderita, klockmannita, djurleïta, digenita, calcita o berzelianita. Va ser descoberta l'any 1975 a la mina Habři, al dipòsit de Rožná, a Žďár nad Sázavou (Vysočina, Moràvia, República Txeca). També ha estat descrita als dipòsits d'or i coure de Jilongshan i de Jiguanzui, tots dos a Hubei (Xina), a la mina El Dragón (Antonio Quijarro, Bolívia), i a la mina Tumiñico (La Rioja, Argentina).